# Brazilië op de Olympische Zomerspelen 2020
Brazilië was een van de deelnemende landen aan de Olympische Zomerspelen 2020 in Tokio, Japan. Het was de drieëntwintigste deelname van Braziliaanse atleten aan de Zomerspelen: sinds 1920 nam Brazilië deel aan alle Spelen, met uitzondering van de Olympische Zomerspelen 1928 in Amsterdam.
De eerste kwalificatieplaatsen werden bemachtigd door het vrouwenvoetbalelftal, dat in april 2018 het Zuid-Amerikaans kampioenschap voetbal won. Bij de wereldkampioenschappen zeilen in augustus 2018 dwong Braziliaanse zeilers olympische quotaplaatsen af in drie verschillende klassen.

## Medailleoverzicht
| Medaille | Naam | Sport        | Onderdeel                | Datum      |
| -------- | --- | ------------ | ------------------------ | ---------- |
| Goud     | Ítalo Ferreira | Surfen       | mannen                   | 27 juli    |
| Goud     | Rebeca Andrade | Turnen       | sprong (v)               | 1 augustus |
| Goud     | Martine Grael Kahena Kunze | Zeilen       | 49'er FX (v)             | 3 augustus |
| Goud     | Ana Marcela Cunha | Zwemmen      | 10km open water (v)      | 4 augustus |
| Goud     | Isaquias Queiroz | Kanovaren    | C-1 1000m (m)            | 7 augustus |
| Goud     | Hebert Conceição | Boksen       | middelgewicht (m)        | 7 augustus |
| Goud     | voetbalteam mannen Aderbar Santos Dani Alves Nino Diego Carlos Guilherme Arana Douglas Luiz Bruno Guimarães Claudinho Antony Matheus dos Santos Matheus Cunha Richarlison Brenno Bruno Fuchs Ricardo Graça Abner Gabriel Menino Matheus Henrique Reinier Jesus Malcom Filipe Silva de Oliveira Paulinho Gabriel Martinelli Lucão | Voetbal      | mannen                   | 7 augustus |
|          | |              |                          |            |
| Zilver   | Kelvin Hoefler | Skateboarden | street (m)               | 25 juli    |
| Zilver   | Rayssa Leal | Skateboarden | street (v)               | 26 juli    |
| Zilver   | Rebecca Andrade | Turnen       | meerkamp (v)             | 29 juli    |
| Zilver   | Pedro Barros | Skateboarden | park (m)                 | 5 augustus |
| Zilver   | Beatriz Ferreira | Boksen       | lichtgewicht (v)         | 8 augustus |
| Zilver   | volleybalteam vrouwen Carol Gattaz Rosamaria Montibeller Macris Carneiro Roberta Ratzke Gabriela Guimarães Natália Pereira Ana Carolina da Silva Fernanda Garay Ana Cristina de Souza Camila Brait Ana Beatriz Corrêa Tandara Caixeta                                                                                            | Volleybal    | vrouwen                  | 8 augustus |
|          | |              |                          |            |
| Brons    | Daniel Cargnin | Judo         | -66 kg (m)               | 25 juli    |
| Brons    | Fernando Scheffer | Zwemmen      | 200m vrije slag (m)      | 25 juli    |
| Brons    | Mayra Aguiar | Judo         | -78 kg (v)               | 29 juli    |
| Brons    | Laura Pigossi Luisa Stefani | Tennis       | dubbelspel (v)           | 31 juli    |
| Brons    | Bruno Fratus | Zwemmen      | 50m vrije slag (m)       | 1 augustus |
| Brons    | Alison dos Santos | Atletiek     | 400m horden (m)          | 3 augustus |
| Brons    | Abner Teixeira | Boksen       | zwaargewicht (m)         | 3 augustus |
| Brons    | Thiago Braz | Atletiek     | polsstokhoogspringen (m) | 3 augustus |

## Atleten
| sport            | mannen | vrouwen | totaal |
| ---------------- | ------ | ------- | ------ |
| Atletiek         | 33     | 20      | 53     |
| Badminton        | 1      | 1       | 2      |
| Boksen           | 4      | 3       | 7      |
| Boogschieten     | 1      | 1       | 2      |
| Gewichtheffen    | 0      | 2       | 2      |
| Gymnastiek       | 5      | 7       | 12     |
| Handbal          | 14     | 14      | 28     |
| Judo             | 7      | 6       | 13     |
| Kanovaren        | 4      | 1       | 5      |
| Moderne vijfkamp | 0      | 1       | 1      |
| Paardensport     | 7      | 0       | 7      |
| Roeien           | 1      | 0       | 1      |
| Rugby            | 0      | 12      | 12     |
| Schermen         | 1      | 1       | 2      |
| Schietsport      | 1      | 0       | 1      |
| Schoonspringen   | 2      | 2       | 4      |
| Skateboarden     | 6      | 6       | 12     |
| Surfen           | 2      | 2       | 4      |
| Taekwondo        | 2      | 1       | 3      |
| Tafeltennis      | 3      | 3       | 6      |
| Tennis           | 4      | 2       | 6      |
| Triatlon         | 1      | 2       | 3      |
| Voetbal          | 18     | 18      | 36     |
| Volleybal        | 16     | 16      | 32     |
| Wielersport      | 3      | 2       | 5      |
| Worstelen        | 1      | 2       | 3      |
| Zeilen           | 7      | 6       | 13     |
| Zwemmen          | 16     | 11      | 27     |
| totaal           | 160    | 142     | 302    |

## Sporten

### Atletiek
Mannen
Loopnummers
| atleet                                                                                         | onderdeel           | series  | series | kwartfinale | kwartfinale | halve finale   | halve finale   | finale         | finale         |
| atleet                                                                                         | onderdeel           | tijd    | rang   | tijd        | rang        | tijd           | rang           | tijd           | rang           |
| ---------------------------------------------------------------------------------------------- | ------------------- | ------- | ------ | ----------- | ----------- | -------------- | -------------- | -------------- | -------------- |
| Paulo André de Oliveira                                                                        | 100 m               | bye     | bye    | 10,17       | 3 Q         | 10,31          | 7              | niet geplaatst | niet geplaatst |
| Rodrigo do Nascimento                                                                          | 100 m               | bye     | bye    | 10,24       | 5           | niet geplaatst | niet geplaatst | niet geplaatst | niet geplaatst |
| Felipe Bardi dos Santos                                                                        | 100 m               | bye     | bye    | 10,26       | 5           | niet geplaatst | niet geplaatst | niet geplaatst | niet geplaatst |
| Aldemir da Silva Junior                                                                        | 200 m               | 20,84   | 6      | n.v.t.      | n.v.t.      | niet geplaatst | niet geplaatst | niet geplaatst | niet geplaatst |
| Jorge Vides                                                                                    | 200 m               | 20,94   | 4      | n.v.t.      | n.v.t.      | niet geplaatst | niet geplaatst | niet geplaatst | niet geplaatst |
| Lucas Vilar                                                                                    | 200 m               | 21,31   | 6      | n.v.t.      | n.v.t.      | niet geplaatst | niet geplaatst | niet geplaatst | niet geplaatst |
| Lucas Carvalho                                                                                 | 400m                | 46,12   | 7      | n.v.t.      | n.v.t.      | niet geplaatst | niet geplaatst | niet geplaatst | niet geplaatst |
| Thiago André                                                                                   | 800m                | 1.47,75 | 8      | n.v.t.      | n.v.t.      | niet geplaatst | niet geplaatst | niet geplaatst | niet geplaatst |
| Thiago André                                                                                   | 1500m               | 3.47,71 | 13     | n.v.t.      | n.v.t.      | niet geplaatst | niet geplaatst | niet geplaatst | niet geplaatst |
| Gabriel Constantino                                                                            | 110 m horden        | 13,55   | 5 q    | n.v.t.      | n.v.t.      | 13,89          | 8              | niet geplaatst | niet geplaatst |
| Eduardo de Deus                                                                                | 110 m horden        | 13,78   | 8      | n.v.t.      | n.v.t.      | niet geplaatst | niet geplaatst | niet geplaatst | niet geplaatst |
| Rafael Henrique Pereira                                                                        | 110 m horden        | 13,46   | 3 Q    | n.v.t.      | n.v.t.      | 13,62          | 6              | niet geplaatst | niet geplaatst |
| Alison dos Santos                                                                              | 400 m horden        | 48,42   | 2 Q    | n.v.t.      | n.v.t.      | 47,31 ZAR      | 1 Q            | 46,72 ZAR      | Brons          |
| Márcio Teles                                                                                   | 400 m horden        | 49,70   | 6      | n.v.t.      | n.v.t.      | niet geplaatst | niet geplaatst | niet geplaatst | niet geplaatst |
| Altobeli da Silva                                                                              | 3000 m steeplechase | 8.29,17 | 10     | n.v.t.      | n.v.t.      | n.v.t.         | n.v.t.         | niet geplaatst | niet geplaatst |
| Caio Bonfim                                                                                    | 20 km snelwandelen  | n.v.t.  | n.v.t. | n.v.t.      | n.v.t.      | n.v.t.         | n.v.t.         | 1:23.21        | 13             |
| Matheus Corrêa                                                                                 | 20 km snelwandelen  | n.v.t.  | n.v.t. | n.v.t.      | n.v.t.      | n.v.t.         | n.v.t.         | 1:31.47        | 46             |
| Lucas Mazzo                                                                                    | 20 km snelwandelen  | n.v.t.  | n.v.t. | n.v.t.      | n.v.t.      | n.v.t.         | n.v.t.         | DNF            | DNF            |
| Daniel Chaves da Silva                                                                         | marathon            | n.v.t.  | n.v.t. | n.v.t.      | n.v.t.      | n.v.t.         | n.v.t.         | DNF            | DNF            |
| Daniel Ferreira do Nascimento                                                                  | marathon            | n.v.t.  | n.v.t. | n.v.t.      | n.v.t.      | n.v.t.         | n.v.t.         | DNF            | DNF            |
| Paulo Roberto Paula                                                                            | marathon            | n.v.t.  | n.v.t. | n.v.t.      | n.v.t.      | n.v.t.         | n.v.t.         | 2:26.08        | 68             |
| Paulo André de Oliveira Felipe Bardi dos Santos Rodrigo do Nascimento Derick Silva Jorge Vides | 4x100 m             | 38,34   | 4      | n.v.t.      | n.v.t.      | n.v.t.         | n.v.t.         | niet geplaatst | niet geplaatst |

Technische nummers
| atleet                    | onderdeel            | kwalificaties | kwalificaties | finale         | finale         |                |                |
| atleet                    | onderdeel            | afstand       | rang          | afstand        | rang           |                |                |
| ------------------------- | -------------------- | ------------- | ------------- | -------------- | -------------- | -------------- | -------------- |
| Samory Fraga              | verspringen          | 7,88          | 16            | niet geplaatst | niet geplaatst |                |                |
| Alexsandro Melo           | verspringen          | 6,95          | 29            | niet geplaatst | niet geplaatst | niet geplaatst | niet geplaatst |
| Alexsandro Melo           | hink-stap-springen   | 15,65         | 26            | niet geplaatst | niet geplaatst |                |                |
| Mateus de Sá              | hink-stap-springen   | 16,49         | 20            | niet geplaatst | niet geplaatst |                |                |
| Almir Cunha dos Santos    | hink-stap-springen   | 16,27         | 23            | niet geplaatst | niet geplaatst |                |                |
| Fernando Ferreira         | hoogspringen         | 2,21          | 21            | niet geplaatst | niet geplaatst |                |                |
| Thiago Moura              | hoogspringen         | 2,21          | 21            | niet geplaatst | niet geplaatst |                |                |
| Darlan Romani             | kogelstoten          | 21,31         | 4 Q           | 21,88          | 4              |                |                |
| Thiago Braz               | polsstokhoogspringen | 5,75          | 8 q           | 5,87           | Brons          |                |                |
| Augusto Dutra de Oliveira | polsstokhoogspringen | 5,65          | 16            | niet geplaatst | niet geplaatst |                |                |

Meerkamp
| atleet            | onderdeel | onderdeel | 100 m | vs   | ks    | hs   | 400 m | 110 h | dw    | ph   | sw    | 1500 m  | totaal | rang |
| ----------------- | --------- | --------- | ----- | ---- | ----- | ---- | ----- | ----- | ----- | ---- | ----- | ------- | ------ | ---- |
| Felipe dos Santos | tienkamp  | res.      | 10,58 | 7,38 | 14,13 | 2,02 | 49,31 | 14,58 | 39,91 | 4,60 | 54,56 | 4.52,40 | 7880   | 18   |
| Felipe dos Santos | tienkamp  | pnt.      | 956   | 905  | 736   | 822  | 847   | 901   | 663   | 790  | 656   | 604     | 7880   | 18   |

Vrouwen
Loopnummers
| atlete | onderdeel           | series     | series | kwartfinale | kwartfinale | halve finale   | halve finale   | finale         | finale         |
| atlete | onderdeel           | tijd       | rang   | tijd        | rang        | tijd           | rang           | tijd           | rang           |
| --- | ------------------- | ---------- | ------ | ----------- | ----------- | -------------- | -------------- | -------------- | -------------- |
| Rosângela Santos | 100 m               | bye        | bye    | 11,33       | 5           | niet geplaatst | niet geplaatst | niet geplaatst | niet geplaatst |
| Vitória Cristina Rosa                                                                                                   | 100 m               | bye        | bye    | DNS         | DNS         | niet geplaatst | niet geplaatst | niet geplaatst | niet geplaatst |
| Vitória Cristina Rosa                                                                                                   | 200 m               | 23,59      | 6      | n.v.t.      | n.v.t.      | niet geplaatst | niet geplaatst | niet geplaatst | niet geplaatst |
| Ana Carolina Azevedo | 200 m               | 23,20      | 5      | n.v.t.      | n.v.t.      | niet geplaatst | niet geplaatst | niet geplaatst | niet geplaatst |
| Tiffani Marinho | 400 m               | 52,11      | 5      | n.v.t.      | n.v.t.      | niet geplaatst | niet geplaatst | niet geplaatst | niet geplaatst |
| Ketiley Batista | 100 m horden        | 13,40      | 7      | n.v.t.      | n.v.t.      | niet geplaatst | niet geplaatst | niet geplaatst | niet geplaatst |
| Chayenne da Silva | 400 m horden        | 57,55      | 8      | n.v.t.      | n.v.t.      | niet geplaatst | niet geplaatst | niet geplaatst | niet geplaatst |
| Tatiane Raquel da Silva                                                                                                 | 3000 m steeplechase | 9.36,43 NR | 7      | n.v.t.      | n.v.t.      | n.v.t.         | n.v.t.         | niet geplaatst | niet geplaatst |
| Simone Ferraz | 3000 m steeplechase | 10.00,92   | 14     | n.v.t.      | n.v.t.      | n.v.t.         | n.v.t.         | niet geplaatst | niet geplaatst |
| Érica de Sena | 20 km snelwandelen  | n.v.t.     | n.v.t. | n.v.t.      | n.v.t.      | n.v.t.         | n.v.t.         | 1:31.39        | 11             |
| Ana Carolina Azevedo Bruna Farias(S) Ana Cláudia Lemos(S) Lorraine Martins Vitória Cristina Rosa(S) Rosângela Santos(S) | 4x100 m             | 43,15      | 5      | n.v.t.      | n.v.t.      | n.v.t.         | n.v.t.         | niet geplaatst | niet geplaatst |

Technische nummers
| atlete               | onderdeel          | kwalificaties | kwalificaties | finale         | finale         |
| atlete               | onderdeel          | afstand       | rang          | afstand        | rang           |
| -------------------- | ------------------ | ------------- | ------------- | -------------- | -------------- |
| Izabela da Silva     | discuswerpen       | 61,52         | 12 q          | 60,39          | 11             |
| Andressa de Morais   | discuswerpen       | 58,90         | 21            | niet geplaatst | niet geplaatst |
| Fernanda Martins     | discuswerpen       | 57,90         | 24            | niet geplaatst | niet geplaatst |
| Núbia Soares         | hink-stap-springen | 14,07         | 17            | niet geplaatst | niet geplaatst |
| Geisa Arcanjo        | kogelstoten        | 16,46         | 29            | niet geplaatst | niet geplaatst |
| Laila Ferrer e Silva | speerwerpen        | 59,47         | 18            | niet geplaatst | niet geplaatst |
| Jucilene de Lima     | speerwerpen        | 60,14         | 15            | niet geplaatst | niet geplaatst |
| Eliane Martins       | verspringen        | 6,43          | 18            | niet geplaatst | niet geplaatst |

Gemengd
| atleet                                                                       | onderdeel | series  | series | kwartfinale | kwartfinale | halve finale | halve finale | finale         | finale         |
| atleet                                                                       | onderdeel | tijd    | rang   | tijd        | rang        | tijd         | rang         | tijd           | rang           |
| ---------------------------------------------------------------------------- | --------- | ------- | ------ | ----------- | ----------- | ------------ | ------------ | -------------- | -------------- |
| Pedro Burmann(S) Anderson Henriques(S) Tiffani Marinho(S) Tabata Vitorino(S) | 4×400 m   | 3.15,89 | 7      | n.v.t.      | n.v.t.      | n.v.t.       | n.v.t.       | niet geplaatst | niet geplaatst |

### Badminton
Mannen
| atleet      | onderdeel | groepsfase             | groepsfase                  | groepsfase           | groepsfase | eliminatie           | kwartfinale          | halve finale         | finale / BM          | finale / BM |
| atleet      | onderdeel | tegenstander uitslag   | tegenstander uitslag        | tegenstander uitslag | rang       | tegenstander uitslag | tegenstander uitslag | tegenstander uitslag | tegenstander uitslag | rang        |
| ----------- | --------- | ---------------------- | --------------------------- | -------------------- | ---------- | -------------------- | -------------------- | -------------------- | -------------------- | ----------- |
| Ygor Coelho | enkelspel | J Paul W (21-5, 21–16) | K Tsuneyama V (14-21, 8-21) | n.v.t.               | 2          | niet geplaatst       | niet geplaatst       | niet geplaatst       | niet geplaatst       | 15          |

Vrouwen
| atleet           | onderdeel | groepsfase                 | groepsfase              | groepsfase           | groepsfase | eliminatie           | kwartfinale          | halve finale         | finale / BM          | finale / BM |
| atleet           | onderdeel | tegenstander uitslag       | tegenstander uitslag    | tegenstander uitslag | rang       | tegenstander uitslag | tegenstander uitslag | tegenstander uitslag | tegenstander uitslag | rang        |
| ---------------- | --------- | -------------------------- | ----------------------- | -------------------- | ---------- | -------------------- | -------------------- | -------------------- | -------------------- | ----------- |
| Fabiana da Silva | enkelspel | M Ulitina V (14-21, 20-22) | B Zhang V (9-21, 10-21) | n.v.t.               | 3          | niet geplaatst       | niet geplaatst       | niet geplaatst       | niet geplaatst       | 15          |

### Boksen
Mannen
| atleet                | onderdeel        | eerste ronde         | tweede ronde           | kwartfinale          | halve finale         | finale               | finale |
| atleet                | onderdeel        | tegenstander uitslag | tegenstander uitslag   | tegenstander uitslag | tegenstander uitslag | tegenstander uitslag | rang   |
| --------------------- | ---------------- | -------------------- | ---------------------- | -------------------- | -------------------- | -------------------- | ------ |
| Wanderson de Oliveira | lichtgewicht     | Salamana W 5 - 0     | Asanau W 3 - 2         | Cruz V 1 - 4         | niet geplaatst       | niet geplaatst       | 5      |
| Hebert Conceição      | middelgewicht    | bye                  | Tuohetaerbieke W 3 - 2 | Amankul W 3 - 2      | Baksi W 4 - 1        | Chyzjnjak W KO       | Goud   |
| Keno Machado          | halfzwaargewicht | bye                  | Chen D W 5 - 0         | Whittaker V 2 - 3    | niet geplaatst       | niet geplaatst       | 5      |
| Abner Teixeira        | zwaargewicht     | bye                  | Clarke W 4 - 1         | Ishaish W 4 - 1      | La Cruz V 1 - 4      | niet geplaatst       | Brons  |

Vrouwen
| atlete           | onderdeel    | eerste ronde         | tweede ronde         | kwartfinale          | halve finale         | finale               | finale |
| atlete           | onderdeel    | tegenstander uitslag | tegenstander uitslag | tegenstander uitslag | tegenstander uitslag | tegenstander uitslag | rang   |
| ---------------- | ------------ | -------------------- | -------------------- | -------------------- | -------------------- | -------------------- | ------ |
| Graziele Jesus   | vlieggewicht | bye                  | Namiki V 0 - 5       | niet geplaatst       | niet geplaatst       | niet geplaatst       | 9      |
| Jucielen Romeu   | vedergewicht | bye                  | Artingstall V 0 - 5  | niet geplaatst       | niet geplaatst       | niet geplaatst       | 9      |
| Beatriz Ferreira | lichtgewicht | bye                  | Wu S-y W 5 - 0       | Kodirova W 5 - 0     | Potkonen W 5 - 0     | Harrington V 0 - 5   | Zilver |

### Boogschieten
Mannen
| atleet           | onderdeel   | plaatsingsronde | plaatsingsronde | eerste ronde         | tweede ronde           | derde ronde          | kwartfinale          | halve finale         | finale / BM          | finale / BM |
| atleet           | onderdeel   | score           | rang            | tegenstander uitslag | tegenstander uitslag   | tegenstander uitslag | tegenstander uitslag | tegenstander uitslag | tegenstander uitslag | rang        |
| ---------------- | ----------- | --------------- | --------------- | -------------------- | ---------------------- | -------------------- | -------------------- | -------------------- | -------------------- | ----------- |
| Marcus D'Almeida | individueel | 651             | 40              | P Huston W 7 - 1     | S van den Berg W 7 – 1 | M Nespoli V 0 – 6    | niet geplaatst       | niet geplaatst       | niet geplaatst       | 9           |

Vrouwen
| atleet                  | onderdeel   | plaatsingsronde | plaatsingsronde | eerste ronde         | tweede ronde         | derde ronde          | kwartfinale          | halve finale         | finale / BM          | finale / BM |
| atleet                  | onderdeel   | score           | rang            | tegenstander uitslag | tegenstander uitslag | tegenstander uitslag | tegenstander uitslag | tegenstander uitslag | tegenstander uitslag | rang        |
| ----------------------- | ----------- | --------------- | --------------- | -------------------- | -------------------- | -------------------- | -------------------- | -------------------- | -------------------- | ----------- |
| Ane Marcelle dos Santos | individueel | 636             | 33              | A Vázquez W 6 – 4    | An S V 1 – 7         | niet geplaatst       | niet geplaatst       | niet geplaatst       | niet geplaatst       | 17          |

Gemengd
| atlete                                   | onderdeel | plaatsingsronde | plaatsingsronde | eerste ronde         | kwartfinale          | halve finale         | finale / BM          | finale / BM    |
| atlete                                   | onderdeel | score           | rang            | tegenstander uitslag | tegenstander uitslag | tegenstander uitslag | tegenstander uitslag | rang           |
| ---------------------------------------- | --------- | --------------- | --------------- | -------------------- | -------------------- | -------------------- | -------------------- | -------------- |
| Marcus D'Almeida Ane Marcelle dos Santos | team      | 1287            | 20              | niet geplaatst       | niet geplaatst       | niet geplaatst       | niet geplaatst       | niet geplaatst |

### Gewichtheffen
Vrouwen
| atlete             | onderdeel | trekken | trekken | stoten | stoten | totaal | rang |
| atlete             | onderdeel | score   | rang    | score  | rang   | totaal | rang |
| ------------------ | --------- | ------- | ------- | ------ | ------ | ------ | ---- |
| Nathasha Rosa      | -49 kg    | 78      | 9       | 95     | 8      | 173    | 9    |
| Jaqueline Ferreira | -87 kg    | 100     | 11      | 115    | 12     | 215    | 12   |

### Gymnastiek

#### Turnen
Mannen
| atleet                    | onderdeel | kwalificatie | kwalificatie | kwalificatie | kwalificatie | kwalificatie | kwalificatie | kwalificatie | kwalificatie | finale         | finale         | finale         | finale         | finale         | finale         | finale         | finale         |
| atleet                    | onderdeel | toestel      | toestel      | toestel      | toestel      | toestel      | toestel      | totaal       | positie      | toestel        | toestel        | toestel        | toestel        | toestel        | toestel        | totaal         | positie        |
| atleet                    | onderdeel | vloer        | voltige      | ringen       | sprong       | brug         | rekstok      | totaal       | positie      | vloer          | voltige        | ringen         | sprong         | brug           | rekstok        | totaal         | positie        |
| ------------------------- | --------- | ------------ | ------------ | ------------ | ------------ | ------------ | ------------ | ------------ | ------------ | -------------- | -------------- | -------------- | -------------- | -------------- | -------------- | -------------- | -------------- |
| Francisco Barretto Júnior | team      | 13,000       | 13,200       | 13,200       | 13,466       | 14,000       | 13,833       | 80,699       | 42           | niet geplaatst | niet geplaatst | niet geplaatst | niet geplaatst | niet geplaatst | niet geplaatst | niet geplaatst | niet geplaatst |
| Arthur Mariano            | team      | 12,800       | -            | -            | 13,500       | -            | 14,133       | n.v.t.       | n.v.t.       | niet geplaatst | niet geplaatst | niet geplaatst | niet geplaatst | niet geplaatst | niet geplaatst | niet geplaatst | niet geplaatst |
| Diogo Soares              | team      | 14,200       | 12,800       | 13,133       | 14,066       | 13,900       | 13,233       | 81,332       | 36 Q         | niet geplaatst | niet geplaatst | niet geplaatst | niet geplaatst | niet geplaatst | niet geplaatst | niet geplaatst | niet geplaatst |
| Caio Souza                | team      | 13,966       | 13,400       | 14,333       | 14,600 Q     | 14,533       | 13,466       | 84,298       | 18 Q         | niet geplaatst | niet geplaatst | niet geplaatst | niet geplaatst | niet geplaatst | niet geplaatst | niet geplaatst | niet geplaatst |
| Totaal                    | team      | 41,166       | 39,400       | 40,666       | 42,166       | 42,433       | 41,432       | 247,263      | 9            | niet geplaatst | niet geplaatst | niet geplaatst | niet geplaatst | niet geplaatst | niet geplaatst | niet geplaatst | niet geplaatst |

| atleet         | onderdeel | kwalificatie        | kwalificatie        | kwalificatie        | kwalificatie        | kwalificatie        | kwalificatie        | kwalificatie        | kwalificatie        | finale  | finale  | finale  | finale  | finale  | finale  | finale | finale  |
| atleet         | onderdeel | toestel             | toestel             | toestel             | toestel             | toestel             | toestel             | totaal              | positie             | toestel | toestel | toestel | toestel | toestel | toestel | totaal | positie |
| atleet         | onderdeel | vloer               | voltige             | ringen              | sprong              | brug                | rekstok             | totaal              | positie             | vloer   | voltige | ringen  | sprong  | brug    | rekstok | totaal | positie |
| -------------- | --------- | ------------------- | ------------------- | ------------------- | ------------------- | ------------------- | ------------------- | ------------------- | ------------------- | ------- | ------- | ------- | ------- | ------- | ------- | ------ | ------- |
| Diogo Soares   | team      | zie team-resultaten | zie team-resultaten | zie team-resultaten | zie team-resultaten | zie team-resultaten | zie team-resultaten | zie team-resultaten | zie team-resultaten | 14,133  | 12,833  | 13,233  | 13,833  | 13,700  | 13,466  | 81,198 | 20      |
| Caio Souza     | team      | zie team-resultaten | zie team-resultaten | zie team-resultaten | zie team-resultaten | zie team-resultaten | zie team-resultaten | zie team-resultaten | zie team-resultaten | 12,933  | 12,133  | 14,500  | 14,200  | 14,500  | 13,266  | 81,532 | 17      |
| Caio Souza     | sprong    | n.v.t.              | n.v.t.              | n.v.t.              | 14,700              | n.v.t.              | n.v.t.              | n.v.t.              | 7 Q                 | n.v.t.  | n.v.t.  | n.v.t.  | 13,683  | n.v.t.  | n.v.t.  | n.v.t. | 8       |
| Arthur Zanetti | ringen    | n.v.t.              | 14,900              | n.v.t.              | n.v.t.              | n.v.t.              | n.v.t.              | 5 Q                 | n.v.t.              | 14,133  | n.v.t.  | n.v.t.  | n.v.t.  | n.v.t.  | 8       |        |         |

Vrouwen
| atlete         | onderdeel | kwalificatie | kwalificatie | kwalificatie | kwalificatie | kwalificatie | kwalificatie | finale         | finale         | finale         | finale         | finale         | finale         |
| atlete         | onderdeel | toestel      | toestel      | toestel      | toestel      | totaal       | positie      | toestel        | toestel        | toestel        | toestel        | totaal         | positie        |
| atlete         | onderdeel | sprong       | brug         | balk         | vloer        | totaal       | positie      | sprong         | brug           | balk           | vloer          | totaal         | positie        |
| -------------- | --------- | ------------ | ------------ | ------------ | ------------ | ------------ | ------------ | -------------- | -------------- | -------------- | -------------- | -------------- | -------------- |
| Rebeca Andrade | meerkamp  | 15,400       | 14,200       | 13,733       | 14,066       | 57,399       | 2 Q          | 15,300         | 14,666         | 13,666         | 13,666         | 57,298         | Zilver         |
| Rebeca Andrade | sprong    | 15,100       | n.v.t.       | n.v.t.       | n.v.t.       | n.v.t.       | 3 Q          | 15,083         | n.v.t.         | n.v.t.         | n.v.t.         | n.v.t.         | Goud           |
| Rebeca Andrade | vloer     | n.v.t.       | n.v.t.       | n.v.t.       | 14,066       | n.v.t.       | 4 Q          | n.v.t.         | n.v.t.         | n.v.t.         | 14,033         | n.v.t.         | 5              |
| Flávia Saraiva | vloer     | n.v.t.       | n.v.t.       | n.v.t.       | 12,066       | n.v.t.       | 69           | niet geplaatst | niet geplaatst | niet geplaatst | niet geplaatst | niet geplaatst | niet geplaatst |
| Flávia Saraiva | balk      | n.v.t.       | n.v.t.       | 13,966       | n.v.t.       | n.v.t.       | 9 Q          | n.v.t.         | n.v.t.         | 13,133         | n.v.t.         | n.v.t.         | 7              |

#### Ritmisch
| atlete                                                                               | onderdeel | kwalificatie | kwalificatie         | kwalificatie | kwalificatie | finale         | finale               | finale         | finale         |
| atlete                                                                               | onderdeel | 5 linten     | 3 knotsen, 2 hoepels | totaal       | rang         | 5 linten       | 3 knotsen, 2 hoepels | totaal         | rang           |
| ------------------------------------------------------------------------------------ | --------- | ------------ | -------------------- | ------------ | ------------ | -------------- | -------------------- | -------------- | -------------- |
| Maria Eduarda Arakaki Beatriz Linhares Déborah Medrado Nicole Pircio Geovanna Santos | team      | 35,450       | 37,800               | 73,250       | 12           | niet geplaatst | niet geplaatst       | niet geplaatst | niet geplaatst |

### Handbal
Mannen
| Olympiër | Onderdeel | Resultaat  | Prestatie |
| --- | --------- | ---------- | --------- |
| Henrique Teixeira João Silva Guilherme Torriani José Toledo Rogério Moraes Ferreira Thiagus Petrus Rangel da Rosa Felipe Borges Fábio Chiuffa Vinícius Teixeira Leonardo Dutra Thiago Ponciano Haniel Langaro Leonardo Terçariol Rudolph Hackbarth Gustavo Rodrigues | mannen    | groepsfase | zie onder |

| Groep |            |             |             |             |             |            |            |            |        |
| #     | Land       | Wedstrijden | Wedstrijden | Wedstrijden | Wedstrijden | Doelpunten | Doelpunten | Doelpunten | Punten |
| #     | Land       | G           | W           | G           | V           | V          | T          | Saldo      | Punten |
| 1     | Frankrijk  | 5           | 4           | 0           | 1           | 162        | 148        | +14        | 8      |
| 2     | Spanje     | 5           | 4           | 0           | 1           | 155        | 142        | +13        | 8      |
| 3     | Duitsland  | 5           | 3           | 0           | 2           | 146        | 131        | +15        | 6      |
| 4     | Noorwegen  | 5           | 3           | 0           | 2           | 136        | 132        | +4         | 6      |
| 5     | Brazilië   | 5           | 1           | 0           | 4           | 128        | 145        | -17        | 2      |
| 6     | Argentinië | 5           | 0           | 0           | 5           | 125        | 154        | -29        | 0      |

| Ronde           | Datum          | Lokale tijd    | MEZT           | Land           | Score          | Land           |  |
| --------------- | -------------- | -------------- | -------------- | -------------- | -------------- | -------------- |  |
| groepsfase      |                |                |                |                |                |                |  |
| 24 juli 2021    | 09:00          | 02:00          | Noorwegen      | 27 - 24        | Brazilië       |                |  |
| 26 juli 2021    | 09:00          | 02:00          | Brazilië       | 29 - 34        | Frankrijk      |                |  |
| 28 juli 2021    | 19:30          | 12:30          | Brazilië       | 25 - 32        | Spanje         |                |  |
| 30 juli 2021    | 09:00          | 02:00          | Argentinië     | 23 - 25        | Brazilië       |                |  |
| 1 augustus 2021 | 19:30          | 12:30          | Duitsland      | 29 - 25        | Brazilië       |                |  |
|                 |                |                |                |                |                |                |  |
| kwartfinale     | niet geplaatst | niet geplaatst | niet geplaatst | niet geplaatst | niet geplaatst | niet geplaatst |  |
|                 |                |                |                |                |                |                |  |
| halve finale    | niet geplaatst | niet geplaatst | niet geplaatst | niet geplaatst | niet geplaatst | niet geplaatst |  |
|                 |                |                |                |                |                |                |  |
| finale          | niet geplaatst | niet geplaatst | niet geplaatst | niet geplaatst | niet geplaatst | niet geplaatst |  |

Vrouwen
| Olympiër | Onderdeel | Resultaat  | Prestatie |
| --- | --------- | ---------- | --------- |
| Bruna de Paula Alexandra do Nascimento Tamires Morena Lima Ana Paula Belo Bárbara Arenhart Eduarda Amorim Larissa Araújo Adriana Cardoso Samara Vieira Giulia Guarieiro Gabriela Bitolo Patrícia Matieli Dayane Rocha Renata Arruda Lívia Ventura | vrouwen   | groepsfase | zie onder |

| Groep |                 |             |             |             |             |            |            |            |        |
| #     | Land            | Wedstrijden | Wedstrijden | Wedstrijden | Wedstrijden | Doelpunten | Doelpunten | Doelpunten | Punten |
| #     | Land            | G           | W           | G           | V           | V          | T          | Saldo      | Punten |
| 1     | Zweden          | 5           | 3           | 1           | 1           | 152        | 133        | +19        | 7      |
| 2     | Russische ploeg | 5           | 3           | 1           | 1           | 148        | 149        | -1         | 7      |
| 3     | Frankrijk       | 5           | 2           | 1           | 2           | 139        | 135        | +4         | 5      |
| 4     | Hongarije       | 5           | 2           | 0           | 3           | 142        | 149        | -7         | 4      |
| 5     | Spanje          | 5           | 2           | 0           | 3           | 135        | 142        | -7         | 4      |
| 6     | Brazilië        | 5           | 1           | 1           | 3           | 133        | 141        | -8         | 3      |

| Ronde           | Datum          | Lokale tijd    | MEZT            | Land           | Score          | Land           |  |
| --------------- | -------------- | -------------- | --------------- | -------------- | -------------- | -------------- |  |
| groepsfase      |                |                |                 |                |                |                |  |
| 25 juli 2021    | 11:00          | 04:00          | Russische ploeg | 24 - 24        | Brazilië       |                |  |
| 27 juli 2021    | 11:00          | 04:00          | Brazilië        | 33 - 27        | Hongarije      |                |  |
| 29 juli 2021    | 11:00          | 04:00          | Spanje          | 27 - 23        | Brazilië       |                |  |
| 31 juli 2021    | 16:15          | 09:15          | Brazilië        | 31 - 34        | Zweden         |                |  |
| 2 augustus 2021 | 11:00          | 04:00          | Frankrijk       | 29 - 22        | Brazilië       |                |  |
|                 |                |                |                 |                |                |                |  |
| kwartfinale     | niet geplaatst | niet geplaatst | niet geplaatst  | niet geplaatst | niet geplaatst | niet geplaatst |  |
|                 |                |                |                 |                |                |                |  |
| halve finale    | niet geplaatst | niet geplaatst | niet geplaatst  | niet geplaatst | niet geplaatst | niet geplaatst |  |
|                 |                |                |                 |                |                |                |  |
| finale          | niet geplaatst | niet geplaatst | niet geplaatst  | niet geplaatst | niet geplaatst | niet geplaatst |  |

### Judo
Mannen
| atleet              | onderdeel | eerste ronde         | tweede ronde         | derde ronde          | kwartfinale          | halve finale         | herkansing           | finale / BM          | finale / BM    |
| atleet              | onderdeel | tegenstander uitslag | tegenstander uitslag | tegenstander uitslag | tegenstander uitslag | tegenstander uitslag | tegenstander uitslag | tegenstander uitslag | rang           |
| ------------------- | --------- | -------------------- | -------------------- | -------------------- | -------------------- | -------------------- | -------------------- | -------------------- | -------------- |
| Eric Takabatake     | −60 kg    | n.v.t.               | Sithisane W 10-00    | Kim W-j V 00-10      | niet geplaatst       | niet geplaatst       | niet geplaatst       | niet geplaatst       | niet geplaatst |
| Daniel Cargnin      | −66 kg    | n.v.t.               | Abdelmawgoud W 10-00 | Vieru W 01-00        | Lombardo W 01-00     | Abe V 00-10          | bye                  | Shmailov W 01-00     | Brons          |
| Eduardo Barbosa     | −73 kg    | Chaine V 00-10       | niet geplaatst       | niet geplaatst       | niet geplaatst       | niet geplaatst       | niet geplaatst       | niet geplaatst       | niet geplaatst |
| Eduardo Yudy Santos | −81 kg    | bye                  | Muki V 00-10         | niet geplaatst       | niet geplaatst       | niet geplaatst       | niet geplaatst       | niet geplaatst       | niet geplaatst |
| Rafael Macedo       | −90 kg    | Bozbayev V 00-10     | niet geplaatst       | niet geplaatst       | niet geplaatst       | niet geplaatst       | niet geplaatst       | niet geplaatst       | niet geplaatst |
| Rafael Buzacarini   | −100 kg   | n.v.t.               | Nikiforov V 00-01    | niet geplaatst       | niet geplaatst       | niet geplaatst       | niet geplaatst       | niet geplaatst       | niet geplaatst |
| Rafael Silva        | +100 kg   | n.v.t.               | bye                  | Kokauri W 10-00      | Tushishvili V 00-10  | niet geplaatst       | Riner V 00-11        | niet geplaatst       | niet geplaatst |

Vrouwen
| atlete                | onderdeel | eerste ronde         | tweede ronde         | kwartfinale               | halve finale         | herkansing           | finale / BM          | finale / BM    |
| atlete                | onderdeel | tegenstander uitslag | tegenstander uitslag | tegenstander uitslag      | tegenstander uitslag | tegenstander uitslag | tegenstander uitslag | rang           |
| --------------------- | --------- | -------------------- | -------------------- | ------------------------- | -------------------- | -------------------- | -------------------- | -------------- |
| Gabriela Chibana      | −48 kg    | Boniface W 10-00     | Krasniqi V 00-10     | niet geplaatst            | niet geplaatst       | niet geplaatst       | niet geplaatst       | niet geplaatst |
| Larissa Pimenta       | −52 kg    | Perenc W 01-00       | Abe V 00-10          | niet geplaatst            | niet geplaatst       | niet geplaatst       | niet geplaatst       | niet geplaatst |
| Ketleyn Quadros       | −63 kg    | David W 10-00        | Gankhaich W 10-00    | Beauchemin-Pinard V 00-10 | bye                  | Franssen V 00-10     | niet geplaatst       | niet geplaatst |
| Maria Portela         | −70 kg    | Shaheen W 10-00      | Taimazova V 00-10    | niet geplaatst            | niet geplaatst       | niet geplaatst       | niet geplaatst       | niet geplaatst |
| Mayra Aguiar          | −78 kg    | bye                  | Lanir W 10-00        | Wagner V 00-01            | bye                  | Babintseva W 10-00   | Yoon H-j W 10-00     | Brons          |
| Maria Suelen Altheman | +78 kg    | bye                  | Velenšek W 10-00     | Dicko V 00-11             | bye                  | Xu S V               | niet geplaatst       | niet geplaatst |

Gemengd
| atleet | onderdeel    | eerste ronde         | kwartfinale          | halve finale         | herkansing           | finale / BM          | finale / BM    |
| atleet | onderdeel    | tegenstander uitslag | tegenstander uitslag | tegenstander uitslag | tegenstander uitslag | tegenstander uitslag | rang           |
| --- | ------------ | -------------------- | -------------------- | -------------------- | -------------------- | -------------------- | -------------- |
| Mayra Aguiar Eduardo Barbosa Rafael Buzacarini Daniel Cargnin Rafael Macedo Larissa Pimenta Maria Portela Rafael Silva Eduardo Yudy Santos | gemengd team | bye                  | Nederland V 2 - 4    | niet geplaatst       | Israël V 2 – 4       | niet geplaatst       | niet geplaatst |

### Kanovaren

#### Slalom
Mannen
| atleet         | onderdeel  | series | series | series | series | series    | series | halve finale | halve finale | finale         | finale         |
| atleet         | onderdeel  | run 1  | rang   | run 2  | rang   | beste run | rang   | tijd         | rang         | tijd           | rang           |
| -------------- | ---------- | ------ | ------ | ------ | ------ | --------- | ------ | ------------ | ------------ | -------------- | -------------- |
| Pepe Gonçalves | K-1 slalom | 98,13  | 4      | 92,91  | 2      | 92,91     | 10 Q   | 104,33       | 19           | niet geplaatst | niet geplaatst |

Vrouwen
| atlete     | onderdeel  | series | series | series | series | series    | series | halve finale | halve finale | finale         | finale         |
| atlete     | onderdeel  | run 1  | rang   | run 2  | rang   | beste run | rang   | tijd         | rang         | tijd           | rang           |
| ---------- | ---------- | ------ | ------ | ------ | ------ | --------- | ------ | ------------ | ------------ | -------------- | -------------- |
| Ana Sátila | C-1 slalom | 120,56 | 4      | 109,90 | 2      | 109,90    | 4 Q    | 114,27       | 3 Q          | 164,71         | 10             |
| Ana Sátila | K-1 slalom | 108,22 | 5      | 106,82 | 7      | 106,82    | 7 Q    | 114,62       | 13           | niet geplaatst | niet geplaatst |

#### Sprint
Mannen
| atleet                         | onderdeel  | series   | series | kwartfinale | kwartfinale | halve finale   | halve finale   | finale         | finale         |
| atleet                         | onderdeel  | tijd     | rang   | tijd        | rang        | tijd           | rang           | tijd           | rang           |
| ------------------------------ | ---------- | -------- | ------ | ----------- | ----------- | -------------- | -------------- | -------------- | -------------- |
| Jacky Godmann                  | C-1 1000 m | 4.24,732 | 4 KF   | 4.18,208    | 6           | niet geplaatst | niet geplaatst | niet geplaatst | niet geplaatst |
| Isaquias Queiroz               | C-1 1000 m | 3.59,894 | 1 HF   | bye         | bye         | 4.05,579       | 1 FA           | 4.04,408       | Goud           |
| Jacky Godmann Isaquias Queiroz | C-2 1000 m | 3.48,378 | 3 KF   | 3.48,611    | 1 HF        | 3.27,167       | 4 FA           | 3.27,603       | 4              |
| Vagner Souta                   | K-1 1000 m | 3.57,178 | KF     | 5.52,402    | 3           | niet geplaatst | niet geplaatst | niet geplaatst | niet geplaatst |

### Moderne vijfkamp
Vrouwen
| atlete               | onderdeel        | schermen (degen) | schermen (degen) | schermen (degen) | schermen (degen) | zwemmen (200 m vrije slag) | zwemmen (200 m vrije slag) | zwemmen (200 m vrije slag) | paardrijden (springen) | paardrijden (springen) | paardrijden (springen) | combinatie: schieten/lopen (10 m luchtpistool)/(3200 m) | combinatie: schieten/lopen (10 m luchtpistool)/(3200 m) | combinatie: schieten/lopen (10 m luchtpistool)/(3200 m) | totaal punten | rang |
| atlete               | onderdeel        | RR               | BR               | rang             | punten           | tijd                       | rang                       | punten                     | strafpunten            | rang                   | punten                 | tijd                                                    | rang                                                    | punten                                                  | totaal punten | rang |
| -------------------- | ---------------- | ---------------- | ---------------- | ---------------- | ---------------- | -------------------------- | -------------------------- | -------------------------- | ---------------------- | ---------------------- | ---------------------- | ------------------------------------------------------- | ------------------------------------------------------- | ------------------------------------------------------- | ------------- | ---- |
| Maria Ieda Guimarães | moderne vijfkamp | 184              | 0                | 30               | 184              | 2.32,16                    | 6                          | 246                        | EL                     | 31                     | 0                      | DNF                                                     | 36                                                      | 0                                                       | 430           | 36   |

### Paardensport

#### Dressuur
| ruiter            | paard    | onderdeel   | Grand Prix | Grand Prix | Grand Prix Special | Grand Prix Special | Grand Prix Freestyle | Grand Prix Freestyle | totaal         | totaal         |
| ruiter            | paard    | onderdeel   | score      | rang       | score              | rang               | technisch            | artistiek            | uitslag        | rang           |
| ----------------- | -------- | ----------- | ---------- | ---------- | ------------------ | ------------------ | -------------------- | -------------------- | -------------- | -------------- |
| João Victor Oliva | Escorial | individueel | 70,419     | 26         | n.v.t.             | n.v.t.             | niet geplaatst       | niet geplaatst       | niet geplaatst | niet geplaatst |

#### Eventing
| ruiter                                                | paard                     | onderdeel   | dressuur    | dressuur | cross-country | cross-country | cross-country | springen       | springen       | springen       | springen       | springen       | springen       | totaal         | totaal         |
| ruiter                                                | paard                     | onderdeel   | dressuur    | dressuur | cross-country | cross-country | cross-country | kwalificatie   | kwalificatie   | kwalificatie   | finale         | finale         | finale         | totaal         | totaal         |
| ruiter                                                | paard                     | onderdeel   | strafpunten | rang     | strafpunten   | totaal        | rang          | strafpunten    | totaal         | rang           | strafpunten    | totaal         | rang           | strafpunten    | rang           |
| ----------------------------------------------------- | ------------------------- | ----------- | ----------- | -------- | ------------- | ------------- | ------------- | -------------- | -------------- | -------------- | -------------- | -------------- | -------------- | -------------- | -------------- |
| Rafael Losano                                         | Fuiloda                   | individueel | 36,00       | 43       | opgave        | opgave        | opgave        | niet geplaatst | niet geplaatst | niet geplaatst | niet geplaatst | niet geplaatst | niet geplaatst | niet geplaatst | niet geplaatst |
| Carlos Paro                                           | Goliath                   | individueel | 36,10       | 44       | 22,80         | 58,90         | 33            | 4,00           | 62,90          | 32             | niet geplaatst | niet geplaatst | niet geplaatst | 62,90          | 32             |
| Marcelo Tosi                                          | Glenfly                   | individueel | 31,50       | 21       | 8,80          | 40,30         | 24            | opgave         | opgave         | opgave         | niet geplaatst | niet geplaatst | niet geplaatst | niet geplaatst | niet geplaatst |
| Rafael Losano Carlos Paro Marcelo Tosi Márcio Appel * | zie hierboven Iberon Jmen | team        | 103,60      | 11       | 231,60        | 335,20        | 13            | 108,40 + 20,00 | 463,60         | 12             | n.v.t.         | n.v.t.         | n.v.t.         | 463,60         | 12             |

* Gewisseld voor het springen: 20 strafpunten

#### Springen
| ruiter                                                   | paard                                       | onderdeel   | kwalificatie | kwalificatie | finale         | finale         | finale         |
| ruiter                                                   | paard                                       | onderdeel   | strafpunten  | rang         | strafpunten    | tijd           | rang           |
| -------------------------------------------------------- | ------------------------------------------- | ----------- | ------------ | ------------ | -------------- | -------------- | -------------- |
| Yuri Mansur                                              | Alfons                                      | individueel | 0,00         | 1 Q          | 8,00           | 87,27          | 20             |
| Marlon Zanotelli                                         | Edgar                                       | individueel | 4,00         | 31           | niet geplaatst | niet geplaatst | niet geplaatst |
| Yuri Mansur Rodrigo Pessoa Pedro Veniss Marlon Zanotelli | Alfons Carlito's Way Quabri de l'Isle Edgar | team        | 25,00        | 8 Q          | 29,00          | 244,01         | 6              |

### Roeien
Mannen
| atleet         | onderdeel | series  | series | herkansingen | herkansingen | kwartfinale | kwartfinale | halve finale | halve finale | finale  | finale |
| atleet         | onderdeel | tijd    | rang   | tijd         | rang         | tijd        | rang        | tijd         | rang         | tijd    | rang   |
| -------------- | --------- | ------- | ------ | ------------ | ------------ | ----------- | ----------- | ------------ | ------------ | ------- | ------ |
| Lucas Verthein | skiff     | 7.05,00 | 3 KF   | bye          | bye          | 7.14,26     | 2 HA/B      | 7.02,87      | 3 FB         | 6.52,09 | 12     |

Legenda: FA=finale A (medailles); FB=finale B (geen medailles); FC=finale C (geen medailles); FD=finale D (geen medailles); FE=finale E (geen medailles); FF=finale F (geen medailles); HA/B=halve finale A/B; HC/D=halve finale C/D; HE/F=halve finale E/F; KF=kwartfinale; H=herkansing

### Rugby
Vrouwen
| Olympiër | Discipline | Resultaat | Prestatie |
| --- | ---------- | --------- | --- |
| Luiza Campos Isadora Cerullo Thalia Costa Thalita Costa Marina Fioravanti Aline Furtado Raquel Kochhann Mariana Nicolau Haline Scatrut Bianca Silva Leila Cássia Silva Rafaela Zanellato | vrouwen    | 11        | Groepsfase Poule B Verloren van Canada 0 - 33 Verloren van Frankrijk 5 - 40 Verloren van Fiji 5 - 41 Plaatsing 9 tot 12 Verloren van Canada 0 - 45 Wedstrijd om plaats 11 Gewonnen van Japan 21 - 12 |

### Schermen
Mannen
| atleet          | onderdeel | eerste ronde         | tweede ronde         | derde ronde          | kwartfinale          | halve finale         | finale / BM          | finale / BM    |
| atleet          | onderdeel | tegenstander uitslag | tegenstander uitslag | tegenstander uitslag | tegenstander uitslag | tegenstander uitslag | tegenstander uitslag | rang           |
| --------------- | --------- | -------------------- | -------------------- | -------------------- | -------------------- | -------------------- | -------------------- | -------------- |
| Guilherme Toldo | floret    | bye                  | Saito V 10 - 15      | niet geplaatst       | niet geplaatst       | niet geplaatst       | niet geplaatst       | niet geplaatst |

Vrouwen
| atleet               | onderdeel | eerste ronde         | tweede ronde         | derde ronde          | kwartfinale          | halve finale         | finale / BM          | finale / BM    |
| atleet               | onderdeel | tegenstander uitslag | tegenstander uitslag | tegenstander uitslag | tegenstander uitslag | tegenstander uitslag | tegenstander uitslag | rang           |
| -------------------- | --------- | -------------------- | -------------------- | -------------------- | -------------------- | -------------------- | -------------------- | -------------- |
| Nathalie Moellhausen | degen     | bye                  | Fiamingo V 9 - 10    | niet geplaatst       | niet geplaatst       | niet geplaatst       | niet geplaatst       | niet geplaatst |

### Schietsport
Mannen
| atleet            | onderdeel         | kwalificatie | kwalificatie | finale         | finale         |
| atleet            | onderdeel         | punten       | rang         | punten         | rang           |
| ----------------- | ----------------- | ------------ | ------------ | -------------- | -------------- |
| Felipe Almeida Wu | 10 m luchtpistool | 556          | 32           | niet geplaatst | niet geplaatst |

### Schoonspringen
Mannen
| atleet        | onderdeel  | series | series | halve finale   | halve finale   | finale         | finale         |
| atleet        | onderdeel  | punten | rang   | punten         | rang           | punten         | rang           |
| ------------- | ---------- | ------ | ------ | -------------- | -------------- | -------------- | -------------- |
| Kawan Pereira | 10 m toren | 371,65 | 17     | 410,30         | 12 Q           | 393,85         | 10             |
| Isaac Souza   | 10 m toren | 339,30 | 20     | niet geplaatst | niet geplaatst | niet geplaatst | niet geplaatst |

Vrouwen
| atlete          | onderdeel  | series | series | halve finale   | halve finale   | finale         | finale         |
| atlete          | onderdeel  | punten | rang   | punten         | rang           | punten         | rang           |
| --------------- | ---------- | ------ | ------ | -------------- | -------------- | -------------- | -------------- |
| Luana Lira      | 3 m plank  | 244,35 | 21     | niet geplaatst | niet geplaatst | niet geplaatst | niet geplaatst |
| Ingrid Oliveira | 10 m toren | 261,20 | 24     | niet geplaatst | niet geplaatst | niet geplaatst | niet geplaatst |

### Skateboarden
Mannen
| atlete          | onderdeel | kwalificaties | kwalificaties | finale         | finale         |
| atlete          | onderdeel | punten        | rang          | punten         | rang           |
| --------------- | --------- | ------------- | ------------- | -------------- | -------------- |
| Pedro Barros    | park      | 77,14         | 4 Q           | 86,14          | Zilver         |
| Luiz Francisco  | park      | 84,31         | 1 Q           | 83,14          | 4              |
| Pedro Quintas   | park      | 79,02         | 3 Q           | 38,47          | 8              |
| Felipe Gustavo  | street    | 24,75         | 14            | niet geplaatst | niet geplaatst |
| Kelvin Hoefler  | street    | 34,69         | 4 Q           | 36,15          | Zilver         |
| Giovanni Vianna | street    | 28,15         | 12            | niet geplaatst | niet geplaatst |

Vrouwen
| atlete          | onderdeel | kwalificaties | kwalificaties | finale         | finale         |
| atlete          | onderdeel | punten        | rang          | punten         | rang           |
| --------------- | --------- | ------------- | ------------- | -------------- | -------------- |
| Yndiara Asp     | park      | 43,23         | 7 Q           | 37,34          | 8              |
| Isadora Pacheco | park      | 37,08         | 10            | niet geplaatst | niet geplaatst |
| Dora Varella    | park      | 41,59         | 8 Q           | 40,42          | 7              |
| Letícia Bufoni  | street    | 10,91         | 9             | niet geplaatst | niet geplaatst |
| Rayssa Leal     | street    | 14,91         | 3 Q           | 14,64          | Zilver         |
| Pamela Rosa     | street    | 10,06         | 10            | niet geplaatst | niet geplaatst |

### Surfen
Mannen
| atleet         | onderdeel | eerste ronde | eerste ronde | tweede ronde | tweede ronde | derde ronde               | kwartfinale            | halve finale             | finale / BM             | finale / BM |
| atleet         | onderdeel | punten       | rang         | punten       | rang         | tegenstander uitslag      | tegenstander uitslag   | tegenstander uitslag     | tegenstander uitslag    | rang        |
| -------------- | --------- | ------------ | ------------ | ------------ | ------------ | ------------------------- | ---------------------- | ------------------------ | ----------------------- | ----------- |
| Italo Ferreira | surfen    | 13,67        | 1 Q          | bye          | bye          | Stairmand W 14,54 - 9,567 | Ohhara W 16,30 - 11,90 | Wright W 13,17 - 12,47   | Igarashi W 15,14 - 6,60 | Goud        |
| Gabriel Medina | surfen    | 12,23        | 1 Q          | bye          | bye          | Wilson W 14,33 - 13,00    | Bourez W 15,33 - 13,66 | Igarashi V 16,76 - 17,00 | Wright V 11,77 - 11,97  | 4           |

Vrouwen
| atleet              | onderdeel | eerste ronde | eerste ronde | tweede ronde | tweede ronde | derde ronde             | kwartfinale          | halve finale         | finale / BM          | finale / BM    |
| atleet              | onderdeel | punten       | rang         | punten       | rang         | tegenstander uitslag    | tegenstander uitslag | tegenstander uitslag | tegenstander uitslag | rang           |
| ------------------- | --------- | ------------ | ------------ | ------------ | ------------ | ----------------------- | -------------------- | -------------------- | -------------------- | -------------- |
| Silvana Lima        | surfen    | 12,13        | 2 Q          | bye          | bye          | Bonvalot W 12,17 - 7,50 | Moore V 8,30 - 14,26 | niet geplaatst       | niet geplaatst       | niet geplaatst |
| Tatiana Weston-Webb | surfen    | 11,33        | 1 Q          | bye          | bye          | Tsuzuki V 9,00 - 10,33  | niet geplaatst       | niet geplaatst       | niet geplaatst       | niet geplaatst |

### Taekwondo
Mannen
| atleet              | onderdeel | eerste ronde         | kwartfinale          | halve finale         | herkansing           | finale / BM          | finale / BM    |
| atleet              | onderdeel | tegenstander uitslag | tegenstander uitslag | tegenstander uitslag | tegenstander uitslag | tegenstander uitslag | rang           |
| ------------------- | --------- | -------------------- | -------------------- | -------------------- | -------------------- | -------------------- | -------------- |
| Edival Pontes       | -68 kg    | Reçber V 18 - 25     | niet geplaatst       | niet geplaatst       | niet geplaatst       | niet geplaatst       | niet geplaatst |
| Ícaro Miguel Soares | -80 kg    | Alessio V 3 - 22     | niet geplaatst       | niet geplaatst       | niet geplaatst       | niet geplaatst       | niet geplaatst |

Vrouwen
| atlete          | onderdeel | eerste ronde         | kwartfinale          | halve finale         | herkansing           | finale / BM          | finale / BM |
| atlete          | onderdeel | tegenstander uitslag | tegenstander uitslag | tegenstander uitslag | tegenstander uitslag | tegenstander uitslag | rang        |
| --------------- | --------- | -------------------- | -------------------- | -------------------- | -------------------- | -------------------- | ----------- |
| Milena Titoneli | -67 kg    | Al-Sadeq W 9 - 9     | Jeliç V 9 - 30       | niet geplaatst       | Lee W 26 - 5         | Gbagbi V 8 - 12      | 5           |

### Tafeltennis
Mannen
| atleet                                    | onderdeel | voorronde            | eerste ronde         | tweede ronde         | derde ronde          | vierde ronde         | kwartfinale          | halve finale         | finale / BM          | finale / BM    |
| atleet                                    | onderdeel | tegenstander uitslag | tegenstander uitslag | tegenstander uitslag | tegenstander uitslag | tegenstander uitslag | tegenstander uitslag | tegenstander uitslag | tegenstander uitslag | rang           |
| ----------------------------------------- | --------- | -------------------- | -------------------- | -------------------- | -------------------- | -------------------- | -------------------- | -------------------- | -------------------- | -------------- |
| Hugo Calderano                            | enkelspel | bye                  | bye                  | bye                  | Tokić W 4 - 1        | Jang W 4 - 3         | Ovtcharov V 2 - 4    | niet geplaatst       | niet geplaatst       | niet geplaatst |
| Gustavo Tsuboi                            | enkelspel | bye                  | bye                  | Ionescu W 4 - 1      | Aruna W 4 - 2        | Lin V 2 - 4          | niet geplaatst       | niet geplaatst       | niet geplaatst       | niet geplaatst |
| Hugo Calderano Vitor Ishiy Gustavo Tsuboi | team      | n.v.t.               | n.v.t.               | n.v.t.               | n.v.t.               | Servië W 3 - 2       | Zuid-Korea V 0 - 3   | niet geplaatst       | niet geplaatst       | niet geplaatst |

Vrouwen
| atleet                                           | onderdeel | voorronde            | eerste ronde         | tweede ronde         | derde ronde          | vierde ronde         | kwartfinale          | halve finale         | finale / BM          | finale / BM    |
| atleet                                           | onderdeel | tegenstander uitslag | tegenstander uitslag | tegenstander uitslag | tegenstander uitslag | tegenstander uitslag | tegenstander uitslag | tegenstander uitslag | tegenstander uitslag | rang           |
| ------------------------------------------------ | --------- | -------------------- | -------------------- | -------------------- | -------------------- | -------------------- | -------------------- | -------------------- | -------------------- | -------------- |
| Bruna Takahashi                                  | enkelspel | bye                  | bye                  | Yuan V 0 - 4         | niet geplaatst       | niet geplaatst       | niet geplaatst       | niet geplaatst       | niet geplaatst       | niet geplaatst |
| Jéssica Yamada                                   | enkelspel | bye                  | Moret V 2 - 4        | niet geplaatst       | niet geplaatst       | niet geplaatst       | niet geplaatst       | niet geplaatst       | niet geplaatst       | niet geplaatst |
| Caroline Kumahara Bruna Takahashi Jéssica Yamada | team      | n.v.t.               | n.v.t.               | n.v.t.               | n.v.t.               | Hongkong V 1 - 3     | niet geplaatst       | niet geplaatst       | niet geplaatst       | niet geplaatst |

### Tennis
Mannen
| atleet                         | onderdeel  | eerste ronde                    | tweede ronde                   | derde ronde          | kwartfinale          | halve finale         | finale / BM          | finale / BM    |
| atleet                         | onderdeel  | tegenstander uitslag            | tegenstander uitslag           | tegenstander uitslag | tegenstander uitslag | tegenstander uitslag | tegenstander uitslag | rang           |
| ------------------------------ | ---------- | ------------------------------- | ------------------------------ | -------------------- | -------------------- | -------------------- | -------------------- | -------------- |
| João Menezes                   | enkelspel  | Čilić V 7-6(7-5), 5-7, 6-7(7-9) | niet geplaatst                 | niet geplaatst       | niet geplaatst       | niet geplaatst       | niet geplaatst       | niet geplaatst |
| Thiago Monteiro                | enkelspel  | Struff V 3-6, 4-6               | niet geplaatst                 | niet geplaatst       | niet geplaatst       | niet geplaatst       | niet geplaatst       | niet geplaatst |
| Marcelo Demoliner Marcelo Melo | dubbelspel | n.v.t.                          | Mektić - Pavić V 6-7(6-8), 4-6 | niet geplaatst       | niet geplaatst       | niet geplaatst       | niet geplaatst       | niet geplaatst |

Vrouwen
| atleet                      | onderdeel  | eerste ronde         | tweede ronde                        | derde ronde                                | kwartfinale                              | halve finale                | finale / BM                               | finale / BM |
| atleet                      | onderdeel  | tegenstander uitslag | tegenstander uitslag                | tegenstander uitslag                       | tegenstander uitslag                     | tegenstander uitslag        | tegenstander uitslag                      | rang        |
| --------------------------- | ---------- | -------------------- | ----------------------------------- | ------------------------------------------ | ---------------------------------------- | --------------------------- | ----------------------------------------- | ----------- |
| Laura Pigossi Luisa Stefani | dubbelspel | n.v.t.               | Dabrowski - Fichman W 7-6(7-3), 6-4 | Plíšková - Vondroušová W 2-6, 6-4, [13-11] | Mattek-Sands - Pegula W 1-6, 6-3, [10-6] | Bencic - Golubic V 5-7, 3-6 | Koedermetova - Vesnina W 4-6, 6-4, [11-9] | Brons       |

Gemengd
| atleet                     | onderdeel  | eerste ronde         | tweede ronde         | derde ronde                      | kwartfinale          | halve finale         | finale / BM          | finale / BM    |
| atleet                     | onderdeel  | tegenstander uitslag | tegenstander uitslag | tegenstander uitslag             | tegenstander uitslag | tegenstander uitslag | tegenstander uitslag | rang           |
| -------------------------- | ---------- | -------------------- | -------------------- | -------------------------------- | -------------------- | -------------------- | -------------------- | -------------- |
| Luisa Stefani Marcelo Melo | dubbelspel | n.v.t.               | n.v.t.               | Stojanović - Djokovic V 3-6, 4-6 | niet geplaatst       | niet geplaatst       | niet geplaatst       | niet geplaatst |

### Triatlon
Individueel
| Atleet         | Evenement | Zwemmen(1.5 km) | Rang 1 | Fietsen (40 km) | Rang 2 | Lopen(10 km) | Totaal Tijd | Ranking |
| -------------- | --------- | --------------- | ------ | --------------- | ------ | ------------ | ----------- | ------- |
| Manoel Messias | Mannen    | 18.37           |        | 57.40           |        | 30.43        | 1.48.11     | 28      |
| Luisa Baptista | Vrouwen   | 20.12           |        | 1.06.04         |        | 38.00        | 2.05.32     | 32      |
| Vittória Lopes | Vrouwen   | 18.26           |        | 1.03.56         |        | 39.21        | 2.03.09     | 28      |

### Voetbal
Mannen
| Atleten | Discipline | Resultaat | Prestatie |
| --- | ---------- | --------- | --------- |
| Aderbar Santos Gabriel Menino Diego Carlos Ricardo Graça Douglas Luiz Guilherme Arana Paulo Henrique Sampaio Filho Bruno Guimarães Matheus Cunha Richarlison Antony Brenno Oliveira Fraga Costa Dani Alves Bruno Fuchs Nino Abner Vinícius Malcom Filipe Silva de Oliveira Matheus Henrique Reinier Jesus Cláudio Luiz Rodrigues Parisi Leonel Gabriel Martinelli Lucas Alexandre Galdino de Azevedo | mannen     | Goud      | zie onder |

| Groep |               |             |             |             |             |            |            |            |        |
| #     | Land          | Wedstrijden | Wedstrijden | Wedstrijden | Wedstrijden | Doelpunten | Doelpunten | Doelpunten | Punten |
| #     | Land          | G           | W           | G           | V           | V          | T          | Saldo      | Punten |
| 1     | Brazilië      | 3           | 2           | 1           | 0           | 7          | 3          | +4         | 7      |
| 2     | Ivoorkust     | 3           | 1           | 2           | 0           | 3          | 2          | +1         | 5      |
| 3     | Duitsland     | 3           | 1           | 1           | 1           | 6          | 7          | -1         | 4      |
| 4     | Saoedi-Arabië | 3           | 0           | 0           | 3           | 4          | 8          | -4         | 0      |

| Ronde        | Datum           | Lokale tijd | MEZT          | Land     | Score       | Land     |  |
| ------------ | --------------- | ----------- | ------------- | -------- | ----------- | -------- |  |
| groepsfase   |                 |             |               |          |             |          |  |
| 22 juli 2021 | 20:30           | 13:30       | Brazilië      | 4 - 2    | Duitsland   |          |  |
| 25 juli 2021 | 17:30           | 10:30       | Brazilië      | 0 - 0    | Ivoorkust   |          |  |
| 28 juli 2021 | 17:00           | 10:00       | Saoedi-Arabië | 1 - 3    | Brazilië    |          |  |
|              |                 |             |               |          |             |          |  |
| kwartfinale  | 31 juli 2021    | 19:00       | 14:00         | Brazilië | 1 - 0       | Egypte   |  |
|              |                 |             |               |          |             |          |  |
| halve finale | 3 augustus 2021 | 19:00       | 14:00         | Mexico   | 0 - 0 1 - 4 | Brazilië |  |
|              |                 |             |               |          |             |          |  |
| finale       | 7 augustus 2021 | 20:30       | 13:30         | Brazilië | 2 - 1       | Spanje   |  |

Vrouwen
Het Braziliaans vrouwenelftal dwong olympische kwalificatie af door haar winst op het Zuid-Amerikaans kampioenschap voetbal, dat plaatsvond in Chili in april 2018. Het was de zesde opeenvolgende kwalificatie voor de Spelen, waarbij de laatste kwalificatie automatisch plaatsvond, daar Brazilië gastland was van de Olympische Zomerspelen 2016. In het toernooi van 2016 verloren de Brazilianen in de halve finale van Zweden, gevolgd door een nederlaag tegen Canada in de bronzen finale. Het Braziliaans elftal was het tweede elftal dat zich plaatste voor het vrouwenvoetbaltoernooi, na gastland Japan, en het eerste elftal dat zich reeds in 2018 kwalificeerde. Het tweede elftal was Nieuw-Zeeland, dat in december 2018 het Oceanisch kampioenschap won.
| Olympiër | Onderdeel | Resultaat   | Prestatie |
| --- | --------- | ----------- | --------- |
| Bárbara Micheline do Monte Barbosa Poliana Barbosa Medeiros Érika Cristiano dos Santos Rafaelle Souza Julia Bianchi Tamires Cássia Dias de Britto Duda Francelino Miraildes Maciel Mota Débora Cristiane de Oliveira Marta Vieira da Silva Angelina Alonso Costantino Ludmila da Silva Bruna Benites Jucinara Thaís Soares Paz Geyse da Silva Ferreira Bia Zaneratto Andressa Cavalari Machry Letícia Izidoro Letícia Santos Giovana Queiroz Andressa Alves Aline Villares Reis | vrouwen   | kwartfinale | zie onder |

| Groep |           |             |             |             |             |            |            |            |        |
| #     | Land      | Wedstrijden | Wedstrijden | Wedstrijden | Wedstrijden | Doelpunten | Doelpunten | Doelpunten | Punten |
| #     | Land      | GW          | W           | G           | V           | V          | T          | Saldo      | Punten |
| 1     | Nederland | 3           | 2           | 1           | 0           | 21         | 8          | +13        | 7      |
| 2     | Brazilië  | 3           | 2           | 1           | 0           | 9          | 3          | +6         | 7      |
| 3     | Zambia    | 3           | 0           | 1           | 2           | 7          | 15         | -8         | 1      |
| 4     | China     | 3           | 0           | 1           | 2           | 6          | 17         | -11        | 1      |

| groepsfase   | 21 juli 2021   | 17:00          | 10:00          | China          | 0 - 5                  | Brazilië       |                |  |
| groepsfase   | 24 juli 2021   | 20:00          | 13:00          | Nederland      | 3 – 3                  | Brazilië       |                |  |
| groepsfase   | 27 juli 2021   | 20:30          | 13:30          | Brazilië       | 1 - 0                  | Zambia         |                |  |
|              |                |                |                |                |                        |                |                |  |
| kwartfinale  | 30 juli 2021   | 17:00          | 10:00          | China          | 0 - 0 penalties: 4 - 3 | Brazilië       |                |  |
|              |                |                |                |                |                        |                |                |  |
| halve finale | niet geplaatst | niet geplaatst | niet geplaatst | niet geplaatst | niet geplaatst         | niet geplaatst | niet geplaatst |  |
|              |                |                |                |                |                        |                |                |  |
| finale       | niet geplaatst | niet geplaatst | niet geplaatst | niet geplaatst | niet geplaatst         | niet geplaatst | niet geplaatst |  |

### Volleybal

#### Beachvolleybal
Mannen
| atleten                              | onderdeel | eerste ronde | eerste ronde | herkansingen         | achtste finale                 | kwartfinale                   | halve finale         | finale / BM          | finale / BM    |
| atleten                              | onderdeel | tegenstander uitslag                                                                                               | stand        | tegenstander uitslag | tegenstander uitslag           | tegenstander uitslag          | tegenstander uitslag | tegenstander uitslag | rang           |
| ------------------------------------ | --------- | --- | ------------ | -------------------- | ------------------------------ | ----------------------------- | -------------------- | -------------------- | -------------- |
| Alison Cerutti Álvaro Morais Filho   | mannen    | Azaad – Capogrosso W 21-16, 21-17 Dalhausser – Nick Lucena V 22-24, 21-19, 13-15 Brouwer – Meeuwsen W 21-14, 24-22 | 1 Q          | bye                  | Gaxiola - Rubio W 21-14, 21-13 | Pļaviņš - Točs V 16-21, 19-21 | niet geplaatst       | niet geplaatst       | niet geplaatst |
| Evandro Oliveira Bruno Oscar Schmidt | mannen    | E Grimalt - M Grimalt W 21-15, 16-21, 15-21 Abicha - El Graoui W 21-14, 21-16 Bryl - Fijałek W 19-21, 21-14, 17-15 | 1 Q          | bye                  | Pļaviņš - Točs V 19-21, 18-21  | niet geplaatst                | niet geplaatst       | niet geplaatst       | niet geplaatst |

Vrouwen
| atleten                                 | onderdeel | eerste ronde | eerste ronde | herkansingen         | achtste finale                        | kwartfinale                           | halve finale         | finale / BM          | finale / BM    |
| atleten                                 | onderdeel | tegenstander uitslag                                                                                               | stand        | tegenstander uitslag | tegenstander uitslag                  | tegenstander uitslag                  | tegenstander uitslag | tegenstander uitslag | rang           |
| --------------------------------------- | --------- | --- | ------------ | -------------------- | ------------------------------------- | ------------------------------------- | -------------------- | -------------------- | -------------- |
| Ágatha Bednarczuk Eduarda Santos Lisboa | vrouwen   | Gallay – Pereyra W 21-19, 21-11 Wang F – Xia X V 21-14, 21-16 Bransley – Wilkerson W 21-18, 21-18                  | 2 Q          | bye                  | Kozuch - Ludwig V 19-21, 21-19, 14-16 | niet geplaatst                        | niet geplaatst       | niet geplaatst       | niet geplaatst |
| Rebecca Cavalcanti Ana Patrícia Ramos   | vrouwen   | Khadambi - Makokha W 21-15, 21-9 Graudiņa - Kravčenoka V 15-21, 21-12, 12-15 Claes - Sponcil V 21-17, 19-21, 11-15 | 3 Q          | bye                  | Wang F – Xia X W 21-14, 23-21         | Heidrich - Vergé-Depré V 19-21, 12-15 | niet geplaatst       | niet geplaatst       | niet geplaatst |

#### Zaalvolleybal
Mannen
| Atleten | Discipline | Resultaat | Prestatie |
| --- | ---------- | --------- | --------- |
| Bruno Rezende Maurício Borges Silva Fernando Kreling Wallace de Souza Yoandy Leal Isac Santos Maurício Souza Douglas Souza Lucas Saatkamp Thales Hoss Ricardo Lucarelli Alan Souza | zaal       | 4         | zie onder |

| # | Ploeg            | Punten | Wedstrijden | Wedstrijden | Wedstrijden | Sets | Sets | Sets  |
| # | Ploeg            | Punten | G           | W           | V           | W    | V    | Ratio |
| - | ---------------- | ------ | ----------- | ----------- | ----------- | ---- | ---- | ----- |
| 1 | Russische ploeg  | 12     | 5           | 4           | 1           | 13   | 5    | +8    |
| 2 | Brazilië         | 10     | 5           | 4           | 1           | 12   | 8    | +4    |
| 3 | Argentinië       | 8      | 5           | 3           | 2           | 12   | 10   | +2    |
| 4 | Frankrijk        | 8      | 5           | 2           | 3           | 10   | 10   | 0     |
| 5 | Verenigde Staten | 6      | 5           | 2           | 3           | 8    | 10   | -2    |
| 6 | Tunesië          | 1      | 5           | 0           | 5           | 3    | 15   | -12   |

| Ronde           | Datum           | Lokale tijd | MEZT     | Land       | Score            | Land            |
| --------------- | --------------- | ----------- | -------- | ---------- | ---------------- | --------------- |
| Groepsfase      |                 |             |          |            |                  |                 |
| 24 juli 2021    | 12:02           | 05:02       | Brazilië | 3 - 0      | Tunesië          |                 |
| 26 juli 2021    | 22:25           | 15:25       | Brazilië | 3 - 2      | Argentinië       |                 |
| 28 juli 2021    | 22:16           | 15:16       | Brazilië | 0 - 3      | Russische ploeg  |                 |
| 30 juli 2021    | 11:05           | 04:05       | Brazilië | 3 - 1      | Verenigde Staten |                 |
| 1 augustus 2021 | 11:05           | 04:05       | Brazilië | 3 - 2      | Frankrijk        |                 |
| Kwartfinale     | 3 augustus 2021 | 13:00       | 06:00    | Japan      | 0 - 3            | Brazilië        |
| Halve finale    | 5 augustus 2021 | 13:00       | 06:00    | Brazilië   | 1 - 3            | Russische ploeg |
| Bronzen finale  | 7 augustus      | 13:30       | 06:30    | Argentinië | 3 - 2            | Brazilië        |

Vrouwen
| Atleten | Discipline | Resultaat | Prestatie |
| --- | ---------- | --------- | --------- |
| Carol Gattaz Rosamaria Montibeller Macris Carneiro Roberta Ratzke Gabriela Guimarães Tandara Caixeta Natália Pereira Ana Carolina da Silva Fernanda Garay Ana Cristina de Souza Camila Brait Ana Beatriz Corrêa | zaal       | Zilver    | zie onder |

| # | Ploeg                  | Punten | Wedstrijden | Wedstrijden | Wedstrijden | Sets | Sets | Sets  |
| # | Ploeg                  | Punten | G           | W           | V           | W    | V    | Ratio |
| - | ---------------------- | ------ | ----------- | ----------- | ----------- | ---- | ---- | ----- |
| 1 | Brazilië               | 14     | 5           | 5           | 0           | 15   | 3    | +12   |
| 2 | Servië                 | 12     | 5           | 4           | 1           | 13   | 3    | +10   |
| 3 | Zuid-Korea             | 7      | 5           | 3           | 2           | 9    | 10   | -1    |
| 4 | Dominicaanse Republiek | 8      | 5           | 2           | 3           | 10   | 10   | 0     |
| 5 | Japan                  | 4      | 5           | 1           | 4           | 6    | 12   | -6    |
| 6 | Kenia                  | 0      | 5           | 0           | 5           | 0    | 15   | -15   |

| Ronde           | Datum           | Lokale tijd | MEZT     | Land     | Score                  | Land             |
| --------------- | --------------- | ----------- | -------- | -------- | ---------------------- | ---------------- |
| Groepsfase      |                 |             |          |          |                        |                  |
| 25 juli 2021    | 21:45           | 14:45       | Brazilië | 3 - 0    | Zuid-Korea             |                  |
| 27 juli 2021    | 19:40           | 12:40       | Brazilië | 3 - 2    | Dominicaanse Republiek |                  |
| 29 juli 2021    | 19:40           | 12:40       | Japan    | 0 - 3    | Brazilië               |                  |
| 31 juli 2021    | 16:25           | 09:25       | Servië   | 1 - 3    | Brazilië               |                  |
| 2 augustus 2021 | 21:45           | 14:45       | Brazilië | 3 - 0    | Kenia                  |                  |
| Kwartfinale     | 4 augustus 2021 | 21:30       | 14:30    | Brazilië | 3 - 1                  | Russische ploeg  |
| Halve finale    | 6 augustus 2021 | 21:00       | 14:00    | Brazilië | 3 - 0                  | Zuid-Korea       |
| Finale          | 8 augustus 2021 | 13:30       | 06:30    | Brazilië | 0 - 3                  | Verenigde Staten |

### Wielersport

#### BMX
Mannen
Race
| atleet         | onderdeel | kwartfinale | kwartfinale | halve finale | halve finale | finale         | finale         |
| atleet         | onderdeel | punten      | rang        | punten       | rang         | uitslag        | rang           |
| -------------- | --------- | ----------- | ----------- | ------------ | ------------ | -------------- | -------------- |
| Renato Rezende | race      | 10          | 3 Q         | 20           | 7            | niet geplaatst | niet geplaatst |

Vrouwen
Race
| atlete            | onderdeel | kwartfinale | kwartfinale | halve finale   | halve finale   | finale         | finale         |
| atlete            | onderdeel | punten      | rang        | punten         | rang           | uitslag        | rang           |
| ----------------- | --------- | ----------- | ----------- | -------------- | -------------- | -------------- | -------------- |
| Priscilla Stevaux | race      | 18          | 6           | niet geplaatst | niet geplaatst | niet geplaatst | niet geplaatst |

#### Mountainbiken
Mannen
| atleet                | onderdeel    | tijd          | rang |
| --------------------- | ------------ | ------------- | ---- |
| Henrique Avancini     | mountainbike | 1:28:09 +2:55 | 13   |
| Luiz Henrique Cocuzzi | mountainbike | 1:32:21 +7:07 | 27   |

Vrouwen
| atlete           | onderdeel    | tijd      | rang |
| ---------------- | ------------ | --------- | ---- |
| Jaqueline Mourao | mountainbike | -2 Ronden | 35   |

### Worstelen
Mannen
Grieks-Romeins
| atleet             | onderdeel | eerste ronde         | kwartfinale          | halve finale         | herkansing           | finale / BM          | finale / BM |
| atleet             | onderdeel | tegenstander uitslag | tegenstander uitslag | tegenstander uitslag | tegenstander uitslag | tegenstander uitslag | rang        |
| ------------------ | --------- | -------------------- | -------------------- | -------------------- | -------------------- | -------------------- | ----------- |
| Eduard Soghomonyan | −130 kg   | Popp V 0 - 3         | niet geplaatst       | niet geplaatst       | niet geplaatst       | niet geplaatst       | 13          |

Vrouwen
Vrije stijl
| atlete         | onderdeel | eerste ronde         | kwartfinale          | halve finale         | herkansing           | finale / BM          | finale / BM |
| atlete         | onderdeel | tegenstander uitslag | tegenstander uitslag | tegenstander uitslag | tegenstander uitslag | tegenstander uitslag | rang        |
| -------------- | --------- | -------------------- | -------------------- | -------------------- | -------------------- | -------------------- | ----------- |
| Laís Nunes     | −62 kg    | Yusein V 1 - 3       | niet geplaatst       | niet geplaatst       | niet geplaatst       | niet geplaatst       | 14          |
| Aline Ferreira | −76 kg    | Ader V 0 - 3         | niet geplaatst       | niet geplaatst       | niet geplaatst       | niet geplaatst       | 14          |

### Zeilen
Braziliaanse zeilers kwalificeerden zich voor de Olympische Zomerspelen 2020 in verschillende klassen tijdens de wereldkampioenschappen zeilen, die in augustus 2018 plaatsvonden in Aarhus, Denemarken. Op dit toernooi dwongen zeilers quotaplaatsen voor de Spelen af in de klassen Laser, 49er FX en Nacra 17.
Mannen
| atleet                        | onderdeel | race | race | race | race | race | race | race | race | race | race | race   | race   | race           | netto punten | eindnotering |
| atleet                        | onderdeel | 1    | 2    | 3    | 4    | 5    | 6    | 7    | 8    | 9    | 10   | 11     | 12     | M              | netto punten | eindnotering |
| ----------------------------- | --------- | ---- | ---- | ---- | ---- | ---- | ---- | ---- | ---- | ---- | ---- | ------ | ------ | -------------- | ------------ | ------------ |
| Robert Scheidt                | Laser     | 11   | 10   | 4    | 3    | 17   | 5    | 8    | 12   | 24   | 16   | n.v.t. | n.v.t. | 9              | 104          | 8            |
| Jorge Zarif                   | Finn      | 7    | 15   | 15   | 9    | 5    | 11   | 14   | 13   | 6    | 16   | n.v.t. | n.v.t. | niet geplaatst | 95           | 14           |
| Bruno Bethlem Henrique Haddad | 470       | 16   | 3    | 17   | 2    | 18   | 19   | 12   | 17   | 16   | 15   | n.v.t. | n.v.t. | niet geplaatst | 118          | 16           |
| Marco Grael Gabriel Borges    | 49er      | 8    | 16   | 12   | 9    | DSQ  | DSQ  | UFD  | 8    | 6    | 19   | 11     | 18     | niet geplaatst | 147          | 16           |

Vrouwen
| atlete                          | onderdeel | race | race | race | race | race | race | race | race | race | race | race   | race   | race | netto punten | eindnotering |
| atlete                          | onderdeel | 1    | 2    | 3    | 4    | 5    | 6    | 7    | 8    | 9    | 10   | 11     | 12     | M    | netto punten | eindnotering |
| ------------------------------- | --------- | ---- | ---- | ---- | ---- | ---- | ---- | ---- | ---- | ---- | ---- | ------ | ------ | ---- | ------------ | ------------ |
| Patricia Freitas                | RS:X      | 13   | 14   | 4    | 11   | 12   | 10   | 9    | 7    | 19   | 10   | 15     | 12     | 8    | 133          | 10           |
| Fernanda Oliveira Ana Barbachan | 470       | 15   | 5    | 1    | 10   | 13   | 4    | 10   | 10   | 8    | 1    | n.v.t. | n.v.t. | 20   | 82           | 9            |
| Martine Grael Kahena Kunze      | 49erFX    | 15   | 5    | 1    | 10   | 7    | 6    | 1    | 6    | 10   | 12   | 2      | 10     | 6    | 76           | Goud         |

Gemengd
| atleten                                 | onderdeel | race | race | race | race | race | race | race | race | race | race | race | race | race | netto punten | eindnotering |
| atleten                                 | onderdeel | 1    | 2    | 3    | 4    | 5    | 6    | 7    | 8    | 9    | 10   | 11   | 12   | M    | netto punten | eindnotering |
| --------------------------------------- | --------- | ---- | ---- | ---- | ---- | ---- | ---- | ---- | ---- | ---- | ---- | ---- | ---- | ---- | ------------ | ------------ |
| Samuel Albrecht Gabriela Nicolino de Sá | Nacra 17  | 10   | 14   | 9    | 9    | 10   | 10   | 2    | 7    | 6    | 18   | 10   | 10   | 20   | 117          | 10           |

### Zwemmen
Mannen
| atleet                                                           | onderdeel            | series      | series | halve finale   | halve finale   | finale         | finale         |
| atleet                                                           | onderdeel            | tijd        | rang   | tijd           | rang           | tijd           | rang           |
| ---------------------------------------------------------------- | -------------------- | ----------- | ------ | -------------- | -------------- | -------------- | -------------- |
| Bruno Fratus                                                     | 50 m vrije slag      | 21,67       | 4 Q    | 21,60          | 3 Q            | 21,57          | Brons          |
| Gabriel Santos                                                   | 100 m vrije slag     | 49,33       | 32     | niet geplaatst | niet geplaatst | niet geplaatst | niet geplaatst |
| Pedro Spajari                                                    | 100 m vrije slag     | 48,74       | 25     | niet geplaatst | niet geplaatst | niet geplaatst | niet geplaatst |
| Murilo Sartori                                                   | 200 m vrije slag     | 1.47,11     | 24     | niet geplaatst | niet geplaatst | niet geplaatst | niet geplaatst |
| Fernando Scheffer                                                | 200 m vrije slag     | 1.45,05 ZAR | 2 Q    | 1.45,71        | 8 Q            | 1.44,66 ZAR    | Brons          |
| Guilherme Costa                                                  | 400 m vrije slag     | 3.45,99     | 11     | n.v.t.         | n.v.t.         | niet geplaatst | niet geplaatst |
| Guilherme Costa                                                  | 800 m vrije slag     | 7.46,09 ZAR | 5 Q    | n.v.t.         | n.v.t.         | 7.53,31        | 8              |
| Guilherme Costa                                                  | 1500 m vrije slag    | 15.01,18    | 13     | n.v.t.         | n.v.t.         | niet geplaatst | niet geplaatst |
| Guilherme Basseto                                                | 100 m rugslag        | 53,84       | 20     | niet geplaatst | niet geplaatst | niet geplaatst | niet geplaatst |
| Guilherme Guido                                                  | 100 m rugslag        | 53,65       | 11 Q   | 53,80          | 15             | niet geplaatst | niet geplaatst |
| Felipe Lima                                                      | 100 m schoolslag     | 59,17       | 8 Q    | 59,80          | 12             | niet geplaatst | niet geplaatst |
| Caio Pumputis                                                    | 100 m schoolslag     | 1.00,76     | 34     | niet geplaatst | niet geplaatst | niet geplaatst | niet geplaatst |
| Caio Pumputis                                                    | 200 m wisselslag     | 1.58,36     | 19     | niet geplaatst | niet geplaatst | niet geplaatst | niet geplaatst |
| Vinicius Lanza                                                   | 200 m wisselslag     | 1.58,92     | 25     | niet geplaatst | niet geplaatst | niet geplaatst | niet geplaatst |
| Vinicius Lanza                                                   | 100 m vlinderslag    | 52,08       | 26     | niet geplaatst | niet geplaatst | niet geplaatst | niet geplaatst |
| Matheus Gonche                                                   | 100 m vlinderslag    | 53,02       | 43     | niet geplaatst | niet geplaatst | niet geplaatst | niet geplaatst |
| Leonardo de Deus                                                 | 200 m vlinderslag    | 1.54,83     | 3 Q    | 1.54,97        | 2 Q            | 1.55,19        | 6              |
| Marcelo Chierighini Breno Correia Gabriel Santos Pedro Spajari   | 4 x 100 m vrije slag | 3.12,59     | 5 Q    | n.v.t.         | n.v.t.         | 3.13,41        | 8              |
| Breno Correia Luiz Altamir Melo Murilo Sartori Fernando Scheffer | 4 x 200 m vrije slag | 7.07,73     | 8 Q    | n.v.t.         | n.v.t.         | 7.08,22        | 8              |
| Marcelo Chierighini Guilherme Guido Vinicius Lanza Felipe Lima   | 4 x 100 m wisselslag | DSQ         | DSQ    | n.v.t.         | n.v.t.         | niet geplaatst | niet geplaatst |

Vrouwen
| atlete                                                                    | onderdeel            | series   | series | halve finale   | halve finale   | finale         | finale         |
| atlete                                                                    | onderdeel            | tijd     | rang   | tijd           | rang           | tijd           | rang           |
| ------------------------------------------------------------------------- | -------------------- | -------- | ------ | -------------- | -------------- | -------------- | -------------- |
| Etiene Medeiros                                                           | 50 m vrije slag      | 25,45    | 29     | niet geplaatst | niet geplaatst | niet geplaatst | niet geplaatst |
| Larissa Oliveira                                                          | 100 m vrije slag     | 55,53    | 30     | niet geplaatst | niet geplaatst | niet geplaatst | niet geplaatst |
| Viviane Jungblut                                                          | 800 m vrije slag;    | 8.38,88  | 24     | n.v.t.         | n.v.t.         | niet geplaatst | niet geplaatst |
| Viviane Jungblut                                                          | 1500 m vrije slag    | 16.21,29 | 20     | n.v.t.         | n.v.t.         | niet geplaatst | niet geplaatst |
| Beatriz Dizotti                                                           | 1500 m vrije slag    | 16.29,37 | 24     | n.v.t.         | n.v.t.         | niet geplaatst | niet geplaatst |
| Ana Marcela Cunha                                                         | 10 km open water     | n.v.t.   | n.v.t. | n.v.t.         | n.v.t.         | 1.59.30,8      | Goud           |
| Stephanie Balduccini Etiene Medeiros Larissa Oliveira Ana Carolina Vieira | 4 x 100 m vrije slag | 3.39,12  | 12     | n.v.t.         | n.v.t.         | niet geplaatst | niet geplaatst |
| Nathália Almeida Larissa Oliveira Gabrielle Roncatto Aline Rodrigues      | 4 x 200 m vrije slag | 7.59,10  | n.v.t. | n.v.t.         | niet geplaatst | niet geplaatst |                |

Gemengd
| atlete                                                               | onderdeel            | series  | series | halve finale | halve finale | finale         | finale         |
| atlete                                                               | onderdeel            | tijd    | rang   | tijd         | rang         | tijd           | rang           |
| -------------------------------------------------------------------- | -------------------- | ------- | ------ | ------------ | ------------ | -------------- | -------------- |
| Stephanie Balduccini Guilherme Basseto Giovanna Diamante Felipe Lima | 4 x 100 m wisselslag | 3.46,74 | 14     | n.v.t.       | n.v.t.       | niet geplaatst | niet geplaatst |